# Borgotondo
Borgotondo è un parco giochi e opera d'arte di Gianni Colombo, Gianfranco Pardi ed Emilio Tadini, situato a Mirandola, in provincia di Modena.
Commissionato dall'amministrazione comunale di Mirandola in occasione dell'Anno internazionale del bambino, il manufatto rappresenta una città ideale per ragazzi, il cui progetto venne donato all'umanità in occasione dell'esposizione internazionale "La città e il bambino" e del convegno dei sindaci delle grandi città del mondo, organizzati a Torino nell'aprile 1979.

## Storia

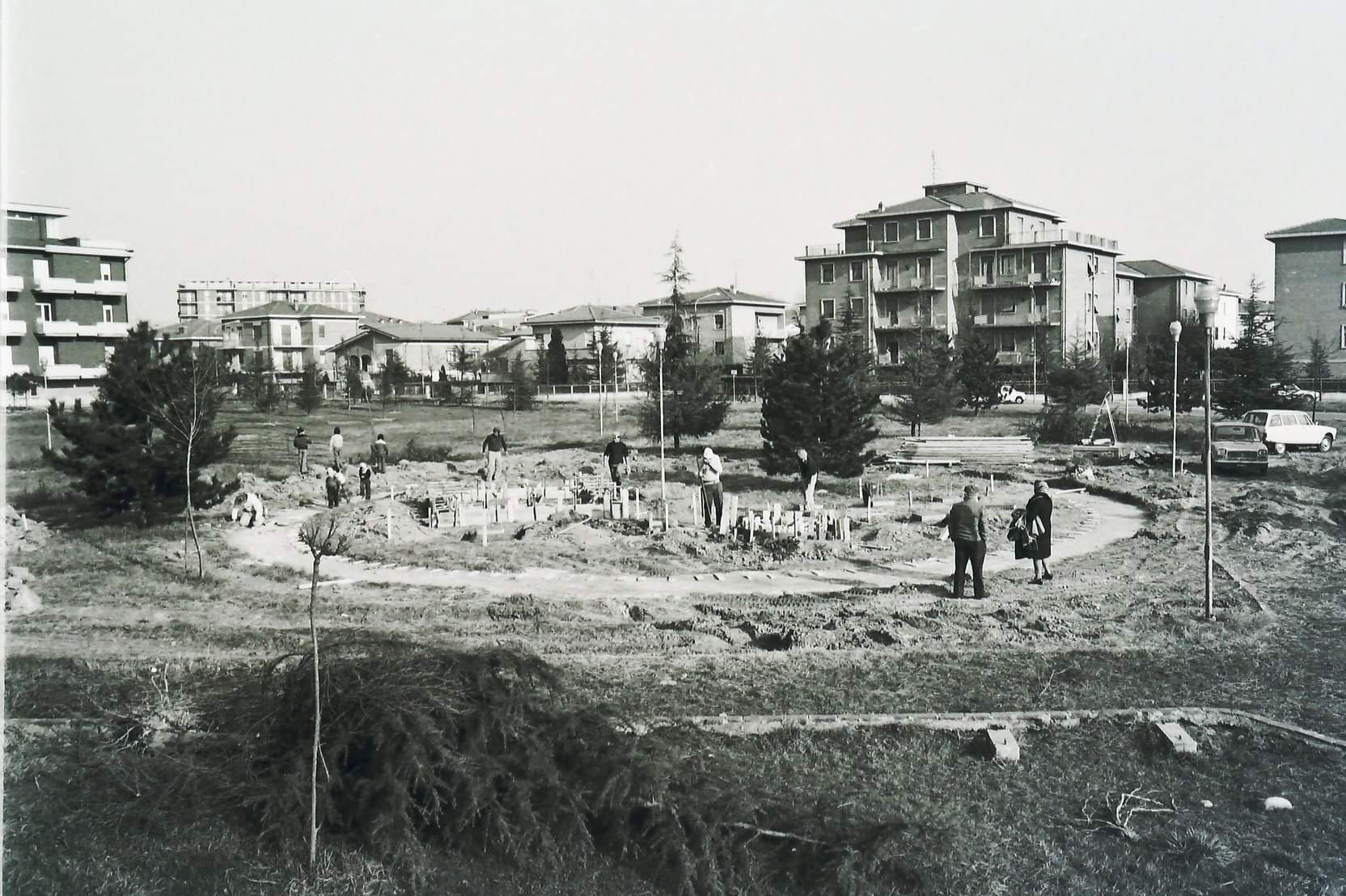
Costruzione di Borgotondo nel 1979

Negli anni 1970 l'amministrazione comunale di Mirandola guidata dal sindaco Benito Secchi attuò diversi impegni nel campo dell'infanzia e dell'adolescenza, anche grazie all'impegno del pedagogista Sergio Neri, che portarono alla realizzazione di strutture moderne quali gli asili nido e la scuola materna comunali, la scuola di musica, il centro nuoto di Mirandola. Nel 1979, in occasione dell'Anno internazionale del bambino proclamato dalle Nazioni Unite, venne instaurata una collaborazione tra artisti, istituzioni pubbliche ed operai: la situazione politico-sociale italiana di quel decennio aveva allargato la democrazia, portando alla nascita di consigli di quartiere e al potenziamento dei consigli di fabbrica. L'iniziativa nacque come confronto tra cultura e fabbriche, coinvolgendo e valorizzando le capacità manuali e tecniche dell'operaio (ormai declassato a "puro strumento al servizio delle macchine"), rompendo gli schemi fissi tra committenti, artisti, esecutori e fruitori.
Il manufatto venne realizzato volontariamente da 46 muratori, carpentieri, ferraioli, manovali, impiegati della Cooperativa Muratori del Comprensorio e della Fond-Ghisa (tra cui quattro donne), che dedicarono il proprio tempo libero nei fine settimana tra i mesi di febbraio e aprile del 1979, per un totale di 620 ore di lavoro.
Borgotondo venne inaugurato nel maggio 1979, con uno spettacolo teatrale di Patrizio Roversi e Giuliano Parenti. In occasione dell'inaugurazione vennero realizzati in ghisa un modellino di Borgotondo e due piatti artistici di Emilio Tadini, fusi con la collaborazione del Consiglio di fabbrica, delle Maestranze e della Direzione della fonderia Fond-Ghisa

## Descrizione

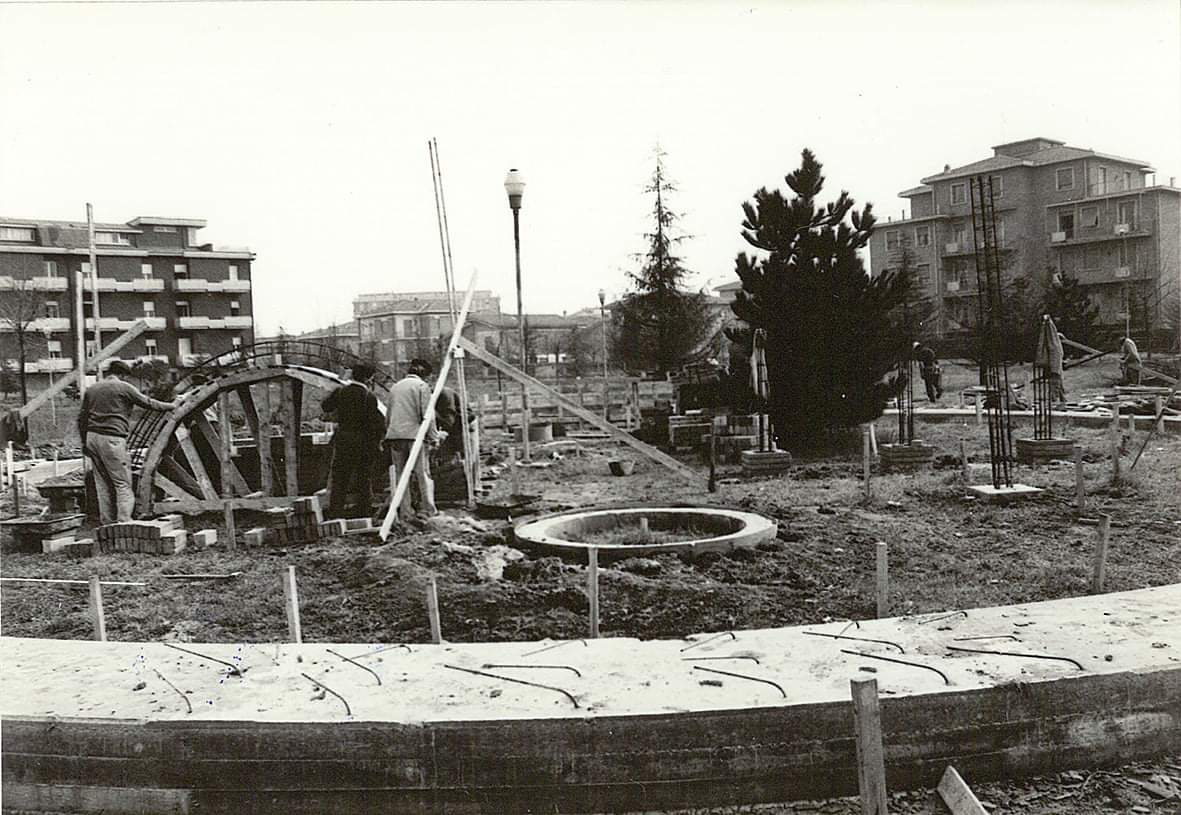
Costruzione di Borgotondo nel 1979

Borgotondo è un antimonumento progettato come spazio per la fantasia, circondato da un bordo frastagliato che lo isola dalla realtà del mondo esterno. All'interno dell'opera si può sperimentare l'idea di "luogo", attraverso più ambienti caratterizzati da elementi ed archetipi architettonici ed oggetti di uso domestico e quotidiano stilizzati e fuori scala, ma ben riconoscibili e che stimolano fantasia, memoria, intelligenza e creatività. Lo spazio domestico, che limita spazialmente la vita quotidiana, diviene diagrammatico e privo di volume proprio; i mobili delle case, che spesso diventano feticci o status symbol, nel paesaggio di Borgotondo diventano paradosso e dialettica, e in quanto "immobili" si prestano ad essere scalati e profanati.
L'opera è costituita dalla sintesi di tre ricerche artistiche. 
I "campi praticabili" di Gianni Colombo, protagonista dell'arte cinetica e dell'arte programmata, hanno l'obiettivo di interagire con i bambini e fornire sensazioni insolite, di difficoltà o sorpresa, nel muoversi nello spazio lungo il percorso circolare delle mura della città ideale: le quattro serie di scale, volutamente irregolari e costruite con gradini ad angolo acuto o ottuso, alterano l'equilibrio (Bariestesia), la percezione dello spazio (Topoestesia) e il comportamento dinamico (Riflesso di postura).
I simboli in muratura ideati da Gianfranco Pardi rappresentano gli archetipi strutturali di una città, al fine di offrire al bambino le forme privitive del costruire, spogliate dagli elementi estetici e dalle sovrastrutture, al fine di comprendere e far proprio il concetto del costruire, tramite il microsistema costruttivo (mettere pietra su pietra) o il macrosistema urbanistico (elementi disposti in libertà ed armonia che richismano la memoria delle città del periodo comunale). L'arco, l'obelisco, il trilite, il pozzo, la pianta della casa sono simboli che favoriscono la reimpretazione fantastica e, attraverso il gioco, una riflessione sull'autoriconoscimento dell'essere umano e la consapevolezza delle sue capacità tecniche, che consentono il riscatto civile e culturale.
Anche le strutture scheletriche di Emilio Tadini valorizzano il saper fare, con una spiccata accentuazione della fantasia rispetto alla tecnica: gli arredi familiari primari (letto, tavolo, sedia, mobili) divengono forme insolite con cui arrampicarsi, appendersi, giocare, passar sotto.

### Dati tecnici
- Elementi in calcestruzzo:
  - Circonferenza del cerchio: 20 metri
  - Larghezza della pedana: 1 metro
  - Scala n. 1: a tastiera inclinata in modo alternato di 7° a sinistra e 7° a destra
  - Scala n. 2: gradini ad inclinazione progressiva (10°, 9°, 8°, 7°, 6°, 5°, 4° in avanti; 10°, 9°, 8°, 7°, 6°, 5°, 4° indietro)
  - Scala n. 3: doppia scala inclinata a sinistra progressivamente di 2°, 4° e 6°; e inclinata a destra di 6°, 4°  e 2°
  - Scala n. 4: scala ad alternanza con inclinazione in avanti e indietro di 3°

- Elementi in mattoni:
  - Diametro esterno dell'arco: 2 metri
  - Altezza pilastro: 3 metri
  - Architrave: 4 x 2,07 metri
  - Pozzo: diametro 220 cm x altezza 52 cm

- Elementi in ferro:
  - Letto: m 2,00 x 1,00
  - Sedia: m 0,50 x 1,50
  - Tavolo: m 4,00 x 1,00
  - Vetrinetta: m 4,00 x 0,50

- Superficie totale dell'area verde: 6550 m²